# Dumitrești
Dumitrești es una comuna ubicada en el distrito de Vrancea, Rumania.

## Superficie
Posee una superficie de 87,20 kilómetros cuadrados.

## Demografía
Hasta 2021 la población era de 4089 habitantes, con una densidad de población de 46,89 habitantes por kilómetro cuadrado.